# Meripilus villosulus
Meripilus villosulus är en svampart som beskrevs av Corner 1984. Meripilus villosulus ingår i släktet Meripilus och familjen Meripilaceae.   Inga underarter finns listade i Catalogue of Life.